# Luuk Ikink
Luuk Franciscus Ikink (Oldenzaal, 13 januari 1983) is een Nederlands presentator en journalist.
Ikink werkt als presentator voor RTL Boulevard. Daarvoor was hij te zien in RTL Late Night en te horen op NPO Radio 1 in BNN Today en Start!.

## Loopbaan
Ikink begon zijn radiocarrière als amateur bij de Twentse zender Twickelstad FM. Tijdens zijn studie journalistiek aan de Christelijke Hogeschool Windesheim liep hij in 2004 stage bij de NCRV voor het toenmalige 3FM-programma BuZz, later Bring It On!. Na zijn bij de stage werd hem daar een baan als redacteur aangeboden. Hij was producer voor Marc de Hond bij Caz.

### NPO Radio 1
In 2007 maakte hij de overstap naar BNN. Daar ondersteunde hij Timur Perlin bij de redactie, productie en regie van het Radio 1-reisprogramma Weg met BNN.
In het programma BNN Today, gepresenteerd door Willemijn Veenhoven, nam hij kort na 21.00 uur de rubriek Todays topics! voor zijn rekening. Daarin behandelde hij op humoristische en ironische wijze de gespreksonderwerpen van de dag in een top vijf, om 21:30 gaf hij een samenvatting van de trending topics op twitter. Bij afwezigheid van Veenhoven nam Ikink soms de presentatie van BNN Today van haar over.
In 2013 gaf hij in het programma Radio Tour de France tweemaal daags een samenvatting van Tourgerelateerde tweets. Ook presenteerde Ikink op zondagochtend van 5 tot 7 uur op Radio 1 het programma Start!. Dit programma presenteerde Ikink tot 11 augustus 2013.

### RTL
Sinds eind augustus 2013 is Ikink te zien als sidekick in het RTL 4-televisieprogramma RTL Late Night. In de zomer van 2016 stopte hij bij dit programma en ging hij aan de slag als copresentator bij RTL Boulevard.
Vanaf maart 2016 presenteert Ikink Galileo op RTL 5. In september was Ikink te zien in het RTL 4 programma The Big Music Quiz, hij zat in het verliezende team.
Ikink is sinds oktober 2017 te zien in het napraat programma van Expeditie Robinson genaamd Eilandpraat, dit programma wordt elke week uitgezonden na de aflevering van Expeditie Robinson op RTL 5.
Ikink deed in 2021 mee aan The Masked Singer als "De Alien".

## Filmografie

### Televisie

#### Als presentator
| Jaar       | Titel          | Omroep/Zender    | Opmerkingen    |
| ---------- | -------------- | ---------------- | -------------- |
| 2013-2016  | RTL Late Night | RTL 4            | Sidekick       |
| 2016-2017  | Galileo        | RTL 5            |                |
| 2016-heden | RTL Boulevard  | RTL 4            | Co-presentator |
| 2017-2022  | Eilandpraat    | RTL 4; Videoland |                |

#### Als deelnemer
| Jaar       | Titel              | Omroep/Zender | Opmerkingen                             |
| ---------- | ------------------ | ------------- | --------------------------------------- |
| 2016       | The Big Music Quiz | RTL 4         | Verliezende team                        |
| 2021       | The Masked Singer  | RTL 4         | Als de Alien, eindigde op de elfde plek |
| 2023-heden | Beste Kijkers      | RTL 4         | Panellid                                |

## Prijzen
- In 2012 won Luuk Ikink de Philip Bloemendal Prijs, een aanmoedigingsprijs voor talentvolle radio- en televisiemakers.
- In 2014 werd Ikink genomineerd voor de Televizier-Ring in de categorie 'Talent Award'.[3] Hij en Richard Groenendijk verloren die uiteindelijk van Ruud Feltkamp.
- In 2015 werd Ikink genomineerd voor de Televizier-Ring in de categorie 'Televizier Aanstormend Talent Award'.[4] Hij verloor, net als Arjen Lubach, van Jan Versteegh.